# Mateo Falcone (opera)
Mateo Falcone è un'opera in un atto di Cezar' Antonovič Kjui. 

## Storia della composizione
L'opera, chiamata "scena drammatica" dal compositore, fu scritta tra il 1906 e il 1907. Il libretto fu ricavato da Kjui dal dramma omonimo di Prosper Mérimée e dalla sua traduzione in versi di Vasilij Žukovskij. L'opera andò in scena per la prima volta il 14 (27) dicembre 1907 al teatro Bol'šoj di Mosca assieme all'opera comica Il figlio del mandarino, sempre di Kjui. Il debutto si rivelò un insuccesso, e non risulta che Mateo Falcone sia mai stato messo in scena nuovamente. Lo stile dell'opera è un "melodico recitativo", ad imitazione di quello presente nell'opera Il convitato di pietra di Aleksandr Dargomyžskij, molto ammirato da Kjui.

## Trama
L'azione ha luogo in Corsica nel XIX secolo.
Il giovane Fortunato sta suonando un corno fuori da casa sua, mentre i genitori sono assenti. Si odono degli spari in lontananza, e irrompe in scena Sanpiero, ferito, che sta scappando dalla polizia e chiede al ragazzo di nasconderlo. Fortunato chiede e ottiene del denaro in cambio, e nasconde il contrabbandiere. Arriva la polizia, con alla testa Gamba, un lontano cugino di Mateo. Fortunato viene interrogato, ma resiste finché Gamba non lo tenta con un orologio in vetro smaltato: il ragazzo prende il regalo e rivela dov'è Sanpiero. Mateo e sua moglie ritornano a casa. Dopo che Gamba ha raccontato come loro figlio li abbia aiutati nella cattura del contrabbandiere, questi maledice la famiglia Falcone per tradimento e viene portato via. Mateo può fare solo una cosa per salvare l'onore della sua famiglia: porta via suo figlio dalla casa, prega per lui e lo uccide con un colpo di pistola.